# برومیک اسید
اسید برومیک (به انگلیسی: Bromic acid) با فرمول شیمیایی HBrO۳ یک ترکیب شیمیایی با شناسه پاب‌کم ۲۴۴۴۵ است. که جرم مولی آن 128.91 g/mol می‌باشد. 